# Yulin (köpinghuvudort i Kina, Jilin Sheng, lat 40,99, long 125,94)
Yulin är en köpinghuvudort i Kina. Den ligger i provinsen Jilin, i den nordöstra delen av landet, omkring 330 kilometer söder om provinshuvudstaden Changchun. Antalet invånare är 10 905. Befolkningen består av 5 299 kvinnor och 5 606 män. Barn under 15 år utgör 11,0 %, vuxna 15-64 år 78 %, och äldre över 65 år 9,0 %.
Runt Yulin är det ganska tätbefolkat, med 60 invånare per kvadratkilometer. Yulin är det största samhället i trakten. I omgivningarna runt Yulin växer i huvudsak blandskog.
Genomsnittlig årsnederbörd är 1 473 millimeter. Den regnigaste månaden är juli, med i genomsnitt 566 mm nederbörd, och den torraste är januari, med 11 mm nederbörd.